# 硒化钡
硒化钡是一种无机化合物，是钡形成的硒化物之一，化学式为BaSe，此外还有Ba2Se3、BaSe2 和BaSe3。在所有碱土金属与氧族元素形成的化合物中，BaSe具有最低的能量带隙。

## 制备
硒化钡可由硒酸钡在氢气流中的还原得到。
{\displaystyle \mathrm {BaSeO_{4}+4\ H_{2}\longrightarrow BaSe+4\ H_{2}O} }
硒和碳酸钡或氧化钡在高温下反应也能得到硒化钡。
{\displaystyle \mathrm {2\ BaCO_{3}+5\ Se\longrightarrow 2\ BaSe+3\ SeO_{2}+CO_{2}} }